# Fidel Barbarito
Fidel Barbarito, es un músico y político venezolano. Fue ministro cultura de Venezuela.

## Carrera
Recibe sus primeras lecciones de cuatro venezolano de su padre, Francisco Javier Barbarito. Ingresa a la escuela de la Estudiantina de la ciudad de Calabozo, estado Guárico, donde estudia cuatro y guitarra con el profesor Oswaldo Arveláez y forma parte de varias agrupaciones de música popular. En el Conservatorio Nacional de Música Juan José Landaeta realiza estudios de contrapunto, armonía y composición con María Antonia Palacios, Fidel Rodríguez y Juan Francisco Sanz; percusión venezolana con Mauricio García; Contrabajo con Telésforo Naranjo y Guitarra con Ignacio Ornes. Egresa del Conservatorio Nacional de Música “Simón Bolívar” en la cátedra del maestro William Alvarado en la especialidad de canto, y estuvo dentro del grupo de alumnos de la maestra Lucy Ferrero. Como tenor, tuvo una temporada de conciertos a principio de los años 2000, junto al barítono Fernando Rivas y la pianista Franca Ciarfella.  Incluso, cultivó la interpretación histórica con repertorio del primitivo estilo bizantino. Posteriormente, su incursión musical derivó hacia el cuatro, como cuatrista acompañante. Miembro fundador de la agrupación “Voces del Sinaruco”, dedicada a la difusión  repertorio tradicional de la música de los llanos venezolanos, con la que se presentó en varias ciudades de Venezuela, España, Francia e Italia.
Se ha desempeñado como Productor del Canal Clásico de RNV, Agregado Cultural en la Embajada de la República Bolivariana de Venezuela en España, Agregado Cultural en la Embajada de la República Bolivariana de Venezuela en Argentina, coordinador nacional del ALBA Cultural, director general de Relaciones Internacionales del MPPC, presidente del Centro Nacional del Disco, secretario Ejecutivo del Sistema Nacional de las Culturas Populares, presidente de Misión Cultura y Ministro del Poder Popular para la Cultura.
Actualmente se desempeña como coordinador de investigación y docencia de la Escuela Venezolana de Planificación. Es docente de la Universidad Nacional Experimental de las Artes, donde coordina la Cátedra Libre para las Culturas Populares.
Actualmente está casado con la cantante Fabiola José, con quien ha producido discos.

## Publicaciones
- Joropo Llanero, parranda de re-existencia, El perro y la rana, 2019.
- Música venezolana y descolonización, Ivic, 2019.